# Геральдичні закони
Геральдичні закони (або закони геральдики ) регламентують "носіння герба", тобто володіння, використання або демонстрацію герба, гербових прикрас або бейджів. Хоча вважається, що первісна функція гербів полягала в тому, щоб давати можливість лицарям ідентифікувати один одного на полі бою, але незабаром вони набули більш широкого, більш декоративного використання. Вони і сьогодні широко використовуються країнами, державними та приватними установами та приватними особами. Найдавнішим автором геральдичних законів був Бартолус де Саксоферрато. Чиновники, які керують цими питаннями називаються герольди, або геральдичні королі (в порядку зростання старшинства). Закони про герби є частиною законів країн, що регулюють геральдику, хоча не є частиною загального права в Англії та країнах, закони яких походять від англійського права.

## Право використовувати герб

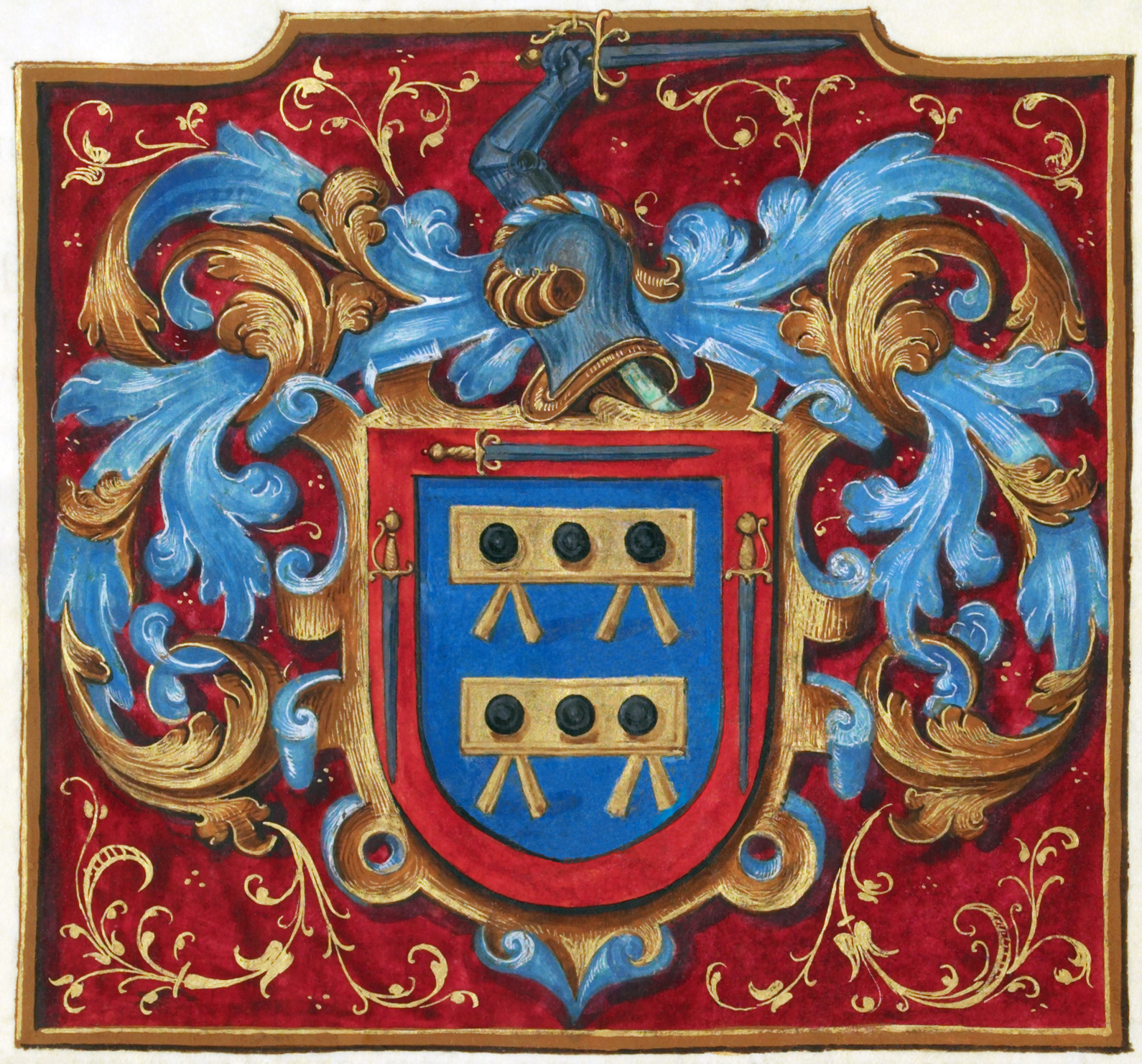
Ілюстрація з вручення герба Філіппом II Іспанським Алонсо де Меса та Ернандо де Месі, підписаний 25 листопада 1566 р.

Відповідно до звичайних практик законів про герби, знаки гербів, прапори, штандарти та інші подібні емблеми честі можуть вживатися лише на підставі права предків або надання користувачеві відповідною владою. Правонаступність означає походження по чоловічій лінії від предка, який законно носив герб. З пізнього середньовіччя належним авторитетом була Корона або Держава.
У Сполученому Королівстві та Співдружності прерогатива Корони щодо надання герба передається одному з кількох органів влади залежно від країни. В Англії, Вельсі та Північній Ірландії повноваження з надання герба делеговані геральдичним королям Геральдичного коледжу під керівництвом графа Маршала. У Шотландії ця влада делегована геральдичному королю лорду Ліона, на власний розсуд. У Канаді це здійснює Канадський геральдичний орган під керівництвом генерал-губернатора Канади.
В Ірландії, на відміну від позиції у Великій Британії, надання герба офіційним органом влади не є юридичною передумовою використання герба. Наприклад, геральдичні символи та герби, що існували до 1552 року, а потім належали до гельської традиції, можуть продовжувати використовуватись як герб без будь-якої офіційної документації.
В Іспанії, хоча повноваження щодо надання нового герба обмежені королем, Хроніст гербів має право посвідчувати герб в межах провінції (країни) свого призначення. Станом на 2008 рік наразі існує лише один хроніст, який має повноваження лише в провінціях Кастилії та Леону.

## Законодавство про герби як частина загального законодавства
Хоча ступінь, в якому загальний закон визнає герб, різниться, як в Англії, так і в Шотландії надання герба надає певні права отримувачеві та його (або її) спадкоємцям, навіть якщо їх неможливо легко захистити. Жодна особа не може на законних підставах мати той самий герб, що й інша особа в тій же геральдичній юрисдикції. Хоча в Англії носіння однакових гербів без відмінних знаків нащадками від загального гербового предка було широко поширено і дозволено Геральдичним коледжем.
Незважаючи на те, що суди загального права не розглядають герби ні як власність, ні як такі, що захищаються шляхом дії, геральдичні елементи, є однією з форм власності, що зазвичай описується як tesserae gentilitatis або знаки благородства. геральдичні знаки є безтілесним та неупередженим спадком, невід’ємним згідно із гербовим законом. Взагалі кажучи (є дуже рідкісні приклади патентів, в яких герб надається для вживання з деякими різними обмеженнями), це означає, що герби успадковуються нащадками (від чоловічої та жіночої статі) за чоловічою лінією роду. Хоча вони можуть бути успадковані як чверть синами геральдичної спадкоємиці, де немає спадкоємця, який залишився в живих, за умови, що ця особа також має право носити герб за своєю чоловічою лінією.

### Бельгія
Зараз бельгійський закон про герб регулюється трьома геральдичними властями країни: Радою шляхетства, Радою геральдики та вексилології та Фламандською геральдичною радою.

### Канада
Зараз канадійський закон про герб регулюється Канадським геральдичним управлінням.

### Данія
У Данії незаконне використання гербів та інших знаків відміни данських та іноземних органів є кримінальним злочином (Кримінальний кодекс Данії §§ 132-133). Неофіційні герби не захищені. Конкретний переклад герба захищений законом про авторське право, і герб може бути використаний як торгова марка і, таким чином, буде захищений законом про торгові марки. У Данії не існує офіційних геральдичних повноважень щодо приватного герба. Більшість знаків, що використовуються муніципалітетами, регулюються Геральдичним консультантом данської держави (офіс при Данському національному архіві). Реєстрація Геральдичним консультантом в данській державі є необхідною умовою захисту офіційних знаків Данії згідно з §§ 132-133 Кримінального кодексу. Захист знака розрізнення з точки зору законодавства про торговельну марку вимагає реєстрації органами влади щодо торговельних марок. Якщо гербовий знак зареєстрований Геральдичним консультантом, права на торговельну марку також автоматично набуваються.
Під час абсолютистської епохи королівський вісник надав знатні знаки, але ця посада була розпущена в 1849 році, коли закінчилася епоха абсолютизму. Відтоді єдиним способом придбання гербів у Данії є допущення. Данська держава ніколи не претендувала на будь-яке виключне право на надання герба, а сім'ї та особи завжди мали свободу брати власний герб.

### Англія та Вельз
В Англії та Вельзі законодавство про герби розглядається як частина законів Англії, і суди загального права будуть приймати його до уваги як такі. Ці гідності, як їх ще називають, мають юридичний статус. Але законодавство про герби не є частиною загального права, і суди загального права не мають юрисдикції у справах гідності та нагород, таких як герби осіб або злочинців. У цьому вимірі на закон про герби найбільше впливав має цивільний закон, і його можна розглядати як подібний до церковного права, який є частиною законів Англії під впливом канонічного права, але не є частиною загального права.
В Англії виключна юрисдикція вирішення прав на герби та вимог про походження покладена на лицарський суд. Оскільки зміст загального права міститься в рішеннях судів загального права, так і зміст Закону про герб можна знайти лише у звичаях Лицарського суду. Однак записи про це є скупими, не в останню чергу тому, що Суд ніколи не давав обґрунтованих рішень (лорд-голова суду, який засідав у 1954 році, пропонуючи єдиний виняток з цього, без сумніву, через його професійну підготовку як судді загального права). Процедура базувалася на цивільному законодавстві, але матеріальне право було визнано англійським та властивим лицарському суду.
До 1945 року герби (гравюри, публічні картини тощо) оподатковувались, не встановлюючи різниці у статуті між гербами, наданими геральдичним коледжем, або тими, що створювалися самостійно.

### Німеччина
У Німеччині герб належить сім'ї, а значить імені, а не окремої людини. Право на герб переходить від первісного носія до його законних прямих нащадків за чоловічою лінією. З 1918 р. геральдичні справи вирішуються згідно з Цивільним законом. Право на герб в даний час вважається аналогом права на імена, висловлене в Німецькому цивільному уложенні § 12; це тлумачення було підтверджене в 1992 р. Федеральним судом Німеччини. Отже, якщо хтось має право на певний герб, це право захищається судами. Особистий герб захищається як частина імені, якщо герб офіційно реєструється та публікується.

### Ірландія
В Ірландії передача герба громадянам Ірландії або тим, хто може довести ірландське походження, вважається культурною традицією, дозволеною через Управління головного герольда Ірландії. Ця контора була створена під англійською короною в 1552 році як Ольстерський геральдичний король і була перетворена на Геральдичний офіс після Конституції Ірландії 1937 року.
Канцелярія Головного Геральда отримала законну силу згідно із Законом про національні культурні установи 1997 р. Однак деякі сумніви щодо ефективності Закону 1997 року залишились, і окремі представники громадськості подали пропозиції щодо подальших змін до законодавства. Наприклад, 8 травня 2006 р. сенатор Брендан Райан вніс із цією метою законопроєкт про генеалогію та геральдику, 2006 р.  до Сінад Еріан (Ірландського сенату).

### Італія
Якщо говорити дуже загально, то про італійські герби можна сказати, що вони є сімейними, а не особистими. За межами Савойського дому офіційна система вказівки на каденцію невідома. З моменту скасування Consulta Araldica в 1948 р. в Італії не було офіційного регулювання сімейних гербів або шляхетських титулів, і цей орган звертався головним чином до державного визнання шляхетських титулів, а не до геральдики нетитульованих армігерів, таких як нобілі (шляхтичі без назви) та патриції (з патриціатів у колишніх містах-державах). До об'єднання країни в 1870 р., видача та використання сімейних гербів здійснювались досить слабо в різних італійських країнах. При чому кожен регіон застосовував свої закони, і головним акцентом були шляхетські титули або (до приблизно 1800 р.) феодальні права. Дійсно, після облагородження граф чи барон, який не входить до складу гербованої сім'ї, може насправді взяти свій власний оригінальний герб, не звертаючись до жодної влади. З цієї причини фактичне надання гербів було дуже рідкісним. Повного переліку італійських гербів немає, хоча певні автори, найголовніше Джамбаттіста Кроллаланца, складали зібрання, які, здається, майже повні. До встановлення республіки (1946 р.) та її конституції двома роками пізніше більшість гербів в Італії належали до шляхетських родин, титулованих чи ні, хоча ряд блазонів ототожнювали власників з міщанами, сім'ї яких використовували їх століття і більше. Блазон, розглянутий Консультом геральдики, мав би бути офіційною комбінацією описів, але все ще знаходився на дуже ранній стадії проекту, коли монархія була скасована в 1946 році. У 1967 р. Конституційний Суд постановив, що нобіліарні та геральдичні питання були "поза сферою дії закону". Конкордат Італії з Ватиканом у 1984 р., переглядаючи Латеранські договори, скасував статтю, згідно з якою Італія визнає папські титули.

### Норвегія
Національними та королівськими гербами опікується Міністерство закордонних справ, а військова геральдика - сфера керівників кожної галузі Норвезьких Збройних Сил. Національний архів Норвегії має геральдичні повноваження королівського затвердження муніципальних гербів. Державний герб захищений Норвезьким кримінальним кодексом, стаття 328. Ця ж стаття також забороняє несанкціоноване використання іноземної державної геральдики та деякі відмінні ознаки міжнародних організацій.
Не існує офіційних повноважень щодо приватних гербів, а питання юридичного захисту приватної геральдики не було задано норвезькому юридичному суду. Особисті герби, герби сім'ї та інші приватні герби самостійно приймаються в Норвегії з Середньовіччя, без будь-яких грантів, втручання та протестів з боку державних органів.

### Шотландія
Закон про герби, як його розуміють у Шотландії, складається з двох основних частин - правил геральдики (наприклад, блазування) та закону геральдики. На відміну від позиції в Англії, Закон про герби є галуззю цивільного права. Герб є безтілесною спадковою власністю, що регулюється, за певних спеціальностей, загальним законом, що застосовується до такого майна. Відтак володіння гербовими знаками, безперечно, є питанням власності. Присвоєння герба є справжньою шкодою, яка може бути визнана загальним законодавством Шотландії.

### Південна Африка
Відповідно до південноафриканського законодавства, яке є римсько-голландським, усі громадяни мають право використовувати герби як їм заманеться, за умови, що вони не порушують прав інших (наприклад, носячи той самий герб). Геральдичне бюро має повноваження реєструвати герби для захисту від неправомірного використання, але реєстрація гербів є добровільною.

### Сполучені Штати
У Сполучених Штатах охорона гербів здебільшого обмежена конкретними підрозділами збройних сил, за деякими винятками. У особистому листуванні Джордж Вашингтон висловився проти встановлення національної геральдичної влади, хоча він використовував власний спадковий герб. Особисті герби можуть вільно прийматися, але право на ці блазони жодним чином не захищається. Цілком можливо, що герб може бути успішно захищений як товарний знак або знак послуг, але, загалом, такий захист зарезервований для комерційного використання як знак, пов'язаний з товаром чи послугою, а не як геральдичний герб. Наприклад, Техаський університет в Остіні зареєстрував свою емблему та герб для використання в якості вищого навчального закладу. Більше того, такий захист передбачає конкретний графічний дизайн або твір мистецтва, тоді як блазон - це опис, який може бути широко інтерпретований художньо. Конкретний герб може бути захищений авторським правом як живописний, графічний чи скульптурний твір. Повинні бути задоволені звичайні вимоги оригінальності та художньої творчості; ні попередження, ні реєстрація не потрібні, але можуть бути доцільними.

## Застосування закону про герби

### Англія: лицарський суд
В Англії офіцером, який має право приймати рішення з юридичних аспектів закону про герби, є граф Маршал, суд якого відомий як лицарський суд. Суд був створений за деякий час до кінця XIV століття з юрисдикцією з певних військових питань, що включало зловживання гербами.
Його юрисдикція та повноваження були послідовно зменшені судами загального права до такої міри, що після 1737 року Суд припинив скликання і з часом розглядався як застарілий і вже не існував. Однак це розуміння було авторитетно скасовано відродженням Суду в 1954 році, коли граф Маршал призначив тодішнього лорда Верховним суддею його заступником. Лорд Верховний суддя Лорд Годдард підтвердив, що Суд зберіг як своє існування, так і свої повноваження, і виніс рішення на користь позову, який розглядався перед ним.
Однак у своєму рішенні (Манчестер Корпорація проти Манчестерського палацу різновидів [1955] С 133) лорд Годдард припустив таке
якщо цей суд збирається засідати ще раз, його слід скликати лише там, де є якісь справді суттєві причини для здійснення його юрисдикції.
У 1970 р. надзвичайний геральд  Арундел порадив Вольфсонському коледжу в Оксфорді (який роздумував, чи варто застосовувати суперечливий університетський привілей, щоб уникнути сплати за видачу герба), що наслідки постанови лорда Годдарда «повинні зробити будь-яке подальше засідання суду малоймовірним навіть з інстанції; і відродження справ, які застарівали навіть у XVII столітті, було б ще складніше ". (цитується згідно “The Coat of Arms of Wolfson College Oxford” by Dr Jeremy Black The College Record 1989–90).
У 1984 р. геральдичний король Картер відмовився просити Суд ухвалити рішення про заборону несанкціонованого герба місцевими органами влади, сумніваючись у тому, чи нададуть прецеденти юрисдикцію (A New Dictionary of Heraldry (1987) Stephen Friar p 63).
Отже, хоча Закон про герби, безсумнівно, залишається частиною закону Англії, і хоча лицарський суд теоретично існує як форум, на якому він може виконуватися, на практиці виникають труднощі із застосуванням закону (пункт, зроблений у Re Croxon, Croxon v Ferrers [1904] Ch 252, Kekewich J). Відсутність практичного засобу правового захисту від незаконної узурпації герба в законодавстві Англії не означає, що немає порушених прав, просто те, що не входить до юрисдикції судів загального права, і що суд, який має такі повноваження зараз не засідає.

### Шотландія: Суд лорда Ліона
У Шотландії лорд Ліон, геральдичний король, є суддею Ліонського суду, який має юрисдикцію з усіх питань геральдики. Акт шотландського парламенту 1592 р. визнав несанкціоноване використання гербів кримінальним злочином і поклав на лорда Ліона відповідальність за притягнення до кримінальної відповідальності за такі зловживання (хоча на практиці сьогодні це може бути не законно). На відміну від лицарського суду, суд лорда Ліона дуже живий і повністю інтегрований до шотландської правової системи.

## Герб, що надає шляхетність
В Англії надання герба не облагороджує носія, а є визнанням звання чи статусу і, отже, його авторитетним підтвердженням. Армігер за статусом вважається джентльменом і в Англії на цій підставі у лицарському суді вирішувались багато позовів. Звичайно, він може бути вищого звання, як есквайр, лицар, пер або принц.
На відміну від цього, про герб у Шотландії часто, не без суперечок, кажуть, що це феодальний пережиток, схожий на шотландський територіальний пірат або баронію. Під керівництвом сера Томаса Іннеса з Лірні (лорд Ліон, геральдичний король 1945–1969 рр.) в кожен шотландський патент на герб було введено формулювання, в якому зазначено, що грантоотримувач "і його наступники в цьому ж є серед усіх шляхтичів та на всіх почесних місцях були взяті, враховані та зареєстровані як шляхтичі в Шотландської знаті". Ці твердження, рішуче відстоювані самим Іннесом з Лірні та іншими авторами, знайшли зараз широке визнання серед юридичних коментаторів як належного представлення закону про герби в Шотландії (наприклад, The Stair Encyclopaedia of Scots Law  (vol. 11, p. 548, para. 1613)), але кидають виклик іншим, деякі з яких неохоче розміщують герби в тій же юридичній площині, що і феодальний баронізм чи перство.
У 2008 році так зване застереження про шляхетство, що зустрічається в шотландських документах на герби ще з часів лорда Ліона Іннеса з Лірні, була скасована і більше не включається в нові гранти.
На європейському континенті існує чітка різниця між шляхетською зброєю та міщанською геральдикою.
У більшості країн вчені сходяться на думці, що герб - це ознака знатності, але що (у минулі часи) просто вживання герба не облагороджувало армігера. У деяких країнах (а саме в італійських до 1860 р.) геральдика не була суворо регламентована, тоді як шляхетські титули — так.
Узагальнено, більшість шляхтичів, незалежно від того, мають титули чи ні, мають герби, отже, широко поширене сприйняття геральдики як аристократичної складової.

## Допущення герба
Хоча на континенті Європи вживання гербів здебільшого залишається вільним, у деяких країнах герб може не прийматися і не змінюватись за власним бажанням. Зокрема, існує певна підстава для твердження про те, що незаконно брати герб в Англії та Вельзі без повноважень Корони. Така думка Гербового коледжу підтримується деякими висловами у судових справах, зокрема In re Berens, [1926] Ch. 596, 605–06, та Manchester Corporation проти Manchester Palace of Varieties Ltd, [1955] С. 133 (єдине сучасне рішення лицарського суду). Однак сучасний суд не проводить участі безпосередньо у суті. Що стосується справ, які розглядають питання, але не вирішують його, див. Austen v. Коллінз, 54 LTR 903 (Ch. 1886); In re Croxon, [1904] Ch. 252.
Однак допущення гербів в усі часи було загальним, і особливо це стало після того, як Геральдичний коледж припинив отримувати ордери на розслідування незаконного використання гербів шляхом розшукових запитів, відомих як Візитації, останній з яких відбувся в кінець XVII ст. Тлумачення та застосування сучасних правових принципів (таких як свобода вираження поглядів) також вплинули на це, і щорічний податок на герби був скасований у 1945 році.
Кажуть, що General Armory Берка (останнє видання 1884 р.) містить герби, що приписуються 60 000 сімей (The Upper Classes; Property and Privilege in Britain J. Scott (1982) p 91). Але було підраховано, що в 1798 р. існувало лише 9 458 гербових сімей (The Nobility of the English Gentry J. Lawrence (1824)) і загалом 8320 гербів, зроблених у ХІХ столітті (English Nobility:  the Gentry, the Heralds and the Continental Context M J Sayer (1979)), які передбачають, хоча і вкрай грубо, близько 40000 допущень щодо гербів.